# Откровение на Йоан
Откровението на Йоан, Откровение на свети Йоан Богослов (синодален превод) или още Апокалипсис (от гръцки: αποκάλυψις, apokalypsis – „откриване“, „разбулване“, „разкриване“, „откровение“) е заглавието на последната книга от Библията. Книгата е разделена през Средновековието на 22 глави и е единствената пророческа книга на Новия завет.

## Автор
Авторът нарича себе си Йоан и докладва в първата глава на книгата, че е „слуга“ на Иисус Христос и заточеник на о-в Патмос, където получава първото си видение. Ранната църква (в това число Юстин Мъченик, Тертулиан, Ириней Лионски, Иполит Римски и Климент Александрийски) приема с изключение на източната църква, че това е апостол Йоан. Понастоящем мненията за личността на автора са разделени.

### Датировка
Според свидетелството на ранните християнски писатели, Откровението е написано по времето на царуването на римския император Домициан (81 – 96 г.). Викторинус (починал 303 г.) казва, че Йоан е получил своето Откровение, когато е бил заточен от Домициан на о-в Патмос, осъден на работа в мините. Евсевий Кесарийски (починал 340 г.) докладва също за заточението на Йоан от Домициан, но също и за освобождението на затворниците от Нерва (96 – 98 г.), вследствие на което Йоан се завръща в Ефес. Затова може да се приеме, че книгата е написана около 96 г.

## Структура и съдържание
Паралелна структура на книгата „Откровение“ според Кенет Странд:
- Пролог (Гл. 1:1-10а)
- I видение (Гл. 1:10б-3:22 – „борещата се църква“) – седемте църкви (църквата на земята)
  - II видение (Гл. 4:1 – 8:1 – Божието дело на спасение) – седемте печата
    - III видение (Гл. 8:2 – 11:18 – седемте тръби) и IV видение (Гл. 11:19 – 14:20 – сатанински сили се борят срещу Бог и неговите светии) – Мотив „Изход“/„Падането на Вавилон“
    - V видение (Гл. 15:1 – 16:17 – седемте последни язви) и VI видение (Гл. 16:18 – 18:24 – Бог съди сатанинските сили) – Мотив „Изход“/„Падането на Вавилон“

  - VII видение (Гл. 19:1 – 21:4) – Божия последен съд (Второто идване на Исус Христос, 1000 години, Съдът на белия престол)
- VIII видение (Гл. 21:5 – 22:5) – „победоносната църква“ (Новото небе и новата земя, светия град Ерусалим)
- Епилог (Гл. 22:6 – 21)